# 中華民國—布吉納法索關係
中華民國與布吉納法索（1984年之前稱上伏塔共和國）於1961—1973年、1994—2018年有正式外交關係，第二次斷交後，目前沒有在對方首都互設具大使館功能的代表機構。對布吉納法索的相關事務由駐法國台北代表處、駐奈及利亞聯邦共和國臺北貿易辦事處共同管轄。

## 政治

### 邦交時期
1961年12月14日，中華民國與上伏塔共和国建立大使級外交關係。於首都瓦加杜古設立中華民國駐上伏塔共和國大使館，並派駐大使。
1963年，於首都臺北設立上伏塔共和國駐中華民國大使館，並派駐大使。
1973年9月15日，上伏塔與中華人民共和國建交，10月23日，中華民國與上伏塔斷交。
1984年8月4日，上伏塔更名為布吉納法索。
1994年2月2日，兩國恢復大使級外交關係。互設中華民國駐布吉納法索大使館、布吉納法索駐中華民國大使館，並互派大使。2005年5月，布吉納法索亦在高雄市开设名譽领事馆，以加强双边关系。
2017年1月，傳出兩國的邦交不穩，布吉納法索外交部長巴里（Alpha Barry）主動釋出風聲，指北京開出500億美元甚至更多補助做為復交的條件，但「布吉納法索拒絕了，因為台灣是我們的朋友和合作夥伴。我們合作得非常愉快，沒有理由重新考慮雙邊關係。」對此，中華人民共和國外交部發言人華春瑩立即反擊，強調布吉納法索的說法是天方夜譚。

#### 支持中華民國參與國際組織

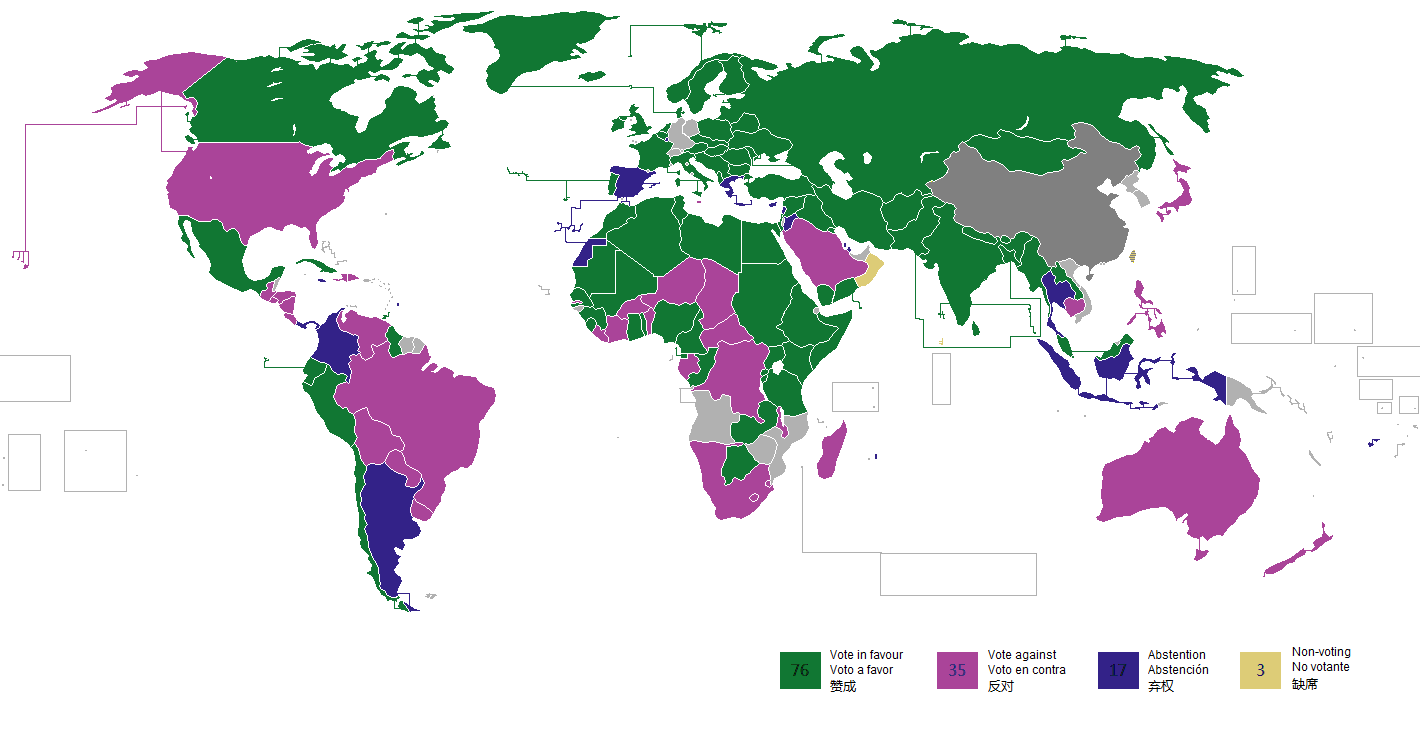
紫色國家表示在1971年的投票中支持中華民國續留聯合國，即《聯合國大會2758號決議》，其中包括當時的上伏塔共和國。

1994、1995年7月，布吉納法索與中華民國的邦交國連署提案，要求联合国大会設立研究委員會將「根據會籍普遍原則並按照分裂國家在聯合國已建立的平行代表權模式，審議在台灣的中華民國在國際體系中的特殊情況」案列入議程。年底，在聯合國大會的總辯論，以及聯合國成立50週年特別紀念會議中發言支持；1996年7月，布吉納法索與其他15個中華民國的邦交國提案，要求聯合國大會將「審議聯大第二七五八（XXVI）號決議所造成臺灣地區二千一百三十萬人無法參與聯合國相關活動之問題」案列入議程；1997年7月，布吉納法索與其他8個中華民國的邦交國提案，要求聯合國大會將「基於國際情勢之變遷以及中國分治之現實，有必要重新檢討聯大第二七五八（貳拾陸）號決議」案列入議程。年底，在大會的總辯論中發言支持；1998年7月，布吉納法索與其他14個中華民國的邦交國連署提案，要求聯合國大會將「基於國際情勢之變遷以及中國分治之事實，應重新檢討聯大第二七五八（貳拾陸）號決議」案列入議程。9月，在大會的總辯論中發言支持；1999年8月，布吉納法索與其他12個中華民國的邦交國連署提案，要求聯合國大會將「應審視中華民國在台灣所處之特殊國際處境，以確保其二千二百萬人民參與聯合國之基本權利獲得完全尊重」案列入議程。9月，在大會的總辯論中發言支持；2000年8月，布吉納法索與其他13個中華民國的邦交國提案，要求聯合國大會將「應審視中華民國在台灣所處之特殊國際處境，以確保其兩千三百萬人民參與聯合國之基本權利獲得完全尊重」案列入議程；2001年8月，布吉納法索與其他15個中華民國的邦交國提案，要求聯合國大會將「有必要審視在台灣之中華民國所處特殊國際處境，俾確保其兩千三百萬人民參與聯合國工作和活動之基本權利獲得充分尊重」案列入議程。11月，在大會的總辯論中發言支持；2002、2003年8月，布吉納法索與其他14個中華民國的邦交國連署提案，要求聯合國大會將「中華民國（台灣）在聯合國的代表權問題」案列入議程；2004年8月，布吉納法索與其他14個中華民國的邦交國提案，要求聯合國大會將「台灣二千三百萬人民在聯合國的代表權問題」案列入議程；2006年8月，布吉納法索與其他16個中華民國的邦交國連署提案，要求聯合國大會將「臺灣2300萬人民在聯合國的代表權及參與問題」案列入議程；2007年8月，布吉納法索與其他15個中華民國的邦交國連署提案，要求聯合國大會將「促請安全理事會依據安理會議事規則第59、60條及聯合國憲章第4條，處理台灣之會員申請案」列入議程，這是首度由中華民國總統陳水扁致函聯合國秘書長潘基文以臺灣名義申請入會。9月，在大會的總辯論中發言支持台灣加入聯合國；2008年8月，布吉納法索與其他16個中華民國的邦交國連署提案，要求聯合國大會將「需要審查中華民國（台灣）2,300萬人民有意義參與联合国专门机构活動的基本權利」案列入議程。9月，布吉納法索總統在大會的總辯論中發言支持；2009年9月，布吉納法索總統在大會的總辯論中發言支持中華民國有意義參與聯合國專門機構；2010年9月，布吉納法索在大會的總辯論中，發言呼籲聯合國基於全人類福祉的考量，尋求適當方式接納台灣參與聯合國體系，尤其是國際民用航空組織（ICAO）與《聯合國氣候變遷綱要公約》（UNFCCC）；2011年9月，布吉納法索在聯合國大會預防及控制非傳染性疾病高階全會及總辯論中，發言肯定臺灣推動有意義參與聯合國體系的訴求；2012－2015年9月，布吉納法索外交部長或總統於大會的總辯論中支持中華民國有意義參與聯合國體系；2017年9月，布吉納法索與其他14個中華民國的邦交國致函聯合國秘書長古特雷斯，表達支持台灣參與聯合國體系及「2030永續發展議程」的立場，並呼籲聯合國停止針對台灣民眾進入聯合國場域所採取的歧視性做法。
1999年5月，布吉納法索以世界卫生大会（WHA）總務委員會成員身分發言支持中華民國的邦交國向世界衛生組織（WHO）提案，將「邀請中華民國以观察员身份，參加世界衛生大會」案例入議程；2000年5月，布吉納法索與其他5個中華民國的邦交國連署提案，要求世界衛生組織將「邀請中華民國（台灣）以觀察員身分，參加世界衛生大會」案例入議程；2001年5月，布吉納法索於大會中發言支持；2002年5月，布吉納法索在世界衛生大會發言支持中華民國的邦交國向世界衛生組織執行委員會與大會提案，將「邀請台灣以觀察員身分參與世界衛生大會」案例入議程；2018年1月，布吉納法索在世界衛生組織執行委員會中，發言支持台灣參與。
2009、2010年11月，布吉納法索與其他中華民國的邦交國向《聯合國氣候變遷綱要公約》（UNFCCC）秘書處致函，支持台灣成為大會觀察員，並有意義參與；2011年12月，布吉納法索在締約方大會高階會議上發言支持。

### 斷交
2018年5月24日，布吉納法索與中華民國第二次斷交。5月26日，與中華人民共和國復交。
2018年5月25日，美國國務院發言人表示，「中國正在改變台海的現狀，破壞數十年來得以維持和平、繁榮與發展的架構。」國務院並對布吉納法索的決定表示失望。
由於兩國已斷交，當時有一批送往布吉納法索價值約45萬美元的低階軍事物資在海上航運中，中華民國外交部與國防部軍備局下令，要求這批物資在抵達非洲某港口時不准卸貨，直接送回台灣。
布吉納法索是繼2018年5月1日中華民國與多明尼加斷交後單月內出現的第二個斷交國，為20年首例，而一年內淨減少之邦交國數亦創20年來之紀錄；同時該年亦是繼2005年以來首度在一年內與兩個友邦終止外交關係。

### 人員互訪（1994年至今）

#### 布吉納法索
| 職稱         | 姓名                           | 日期 | 備註                                                           |
| ------------ | ------------------------------ | --- | -------------------------------------------------------------- |
| 總統         | 龔保雷                         | 1994年7月、1998年10月、2001年3月、 2004年5月、2006年11月、2007年9月、 2008年5月、2011年10月、2014年10月 | [ 53 ] [ 54 ] [ 55 ] [ 56 ] [ 57 ] [ 58 ] [ 59 ] [ 60 ] [ 61 ] |
| 總理         | 雍勵 宗哥 狄奧 席達 齊耶鈸     | 2003年3月、2006年4月 2010年5月 2012年5月 2015年6月 2016年5月                                            | 過渡政府總理                                                   |
| 國會議長     | 陶赫 卡波雷 瓦森羅 席爾 狄亞羅 | 1999年6月 2005年3月 2013年10月 2015年5月 2016年6月                                                      | 過渡委員會主席                                                 |
| 最高法院院長 | 柯米（Sambo Antoine Komy）     | 1997年7月                                                                                               | [ 53 ]                                                         |

僅列舉部分名單：
外交部長魏陶哥（A. Ouédraogo）、魏韜國、巴索雷、巴力、國防部長波力、農業部長古達巴（Koutaba）、畢堅卡（Issa Martin Bikienga）、狄亞羅、衛生部長杜維治（Alain Ludovic Tou）、游達、卜達、舍柏格（Léné Sebgo）、魏瑪勒（Smaïla Ouédraogo）、環境部長沙法多哥（Salifou Sawadogo）、巴席爾（Batio Bassiere）、交通部長蘇拉瑪（Souleymane Soulama）、能源部長卡蒲雷（Salif Kaboré）、經濟暨財政部長邊班巴（Lucien Marie Noël Bembamba）、青年暨就業部長顧達巴、狄亞拉（Basga Emile Dialla）、環境暨水利部長狄亞羅、農業水利暨水產資源部長薩德克、工商暨手工藝部長賈方多（T. Kafando）、桑巴雷克、商業企業暨手工業推廣部長薩努（Mamadou Sanou）、基礎建設暨開發部長韋陶格（Jean Bertin Ouédraogo）、文化觀光暨新聞部長薩瓦多哥、郵政暨數位經濟部長魏濤閣、國民教育暨識字部長柏莉（Koumba Boly）、參謀總長羅固艾、陶歐雷（Ali Traoré）、薩杜（Oumarou Sadou）、聯勤總司令盧介（Kodio Lougue）、最高傳播委員會主席譚敏峇（Béatrice Damiba）、國家廣播電台台長薩諾戈（Sanogo）、瓦加杜古市長龔褒磊。

#### 中華民國
| 職稱         | 姓名          | 日期                           | 備註                 |
| ------------ | ------------- | ------------------------------ | -------------------- |
| 總統         | 陳水扁 馬英九 | 2000年8月 2012年4月、2014年1月 | [ 70 ] [ 64 ] [ 61 ] |
| 國民大會議長 | 錢復          | 1997年12月                     | [ 53 ]               |
| 行政院院長   | 吳敦義        | 2010年11月                     | [ 63 ]               |
| 司法院院長   | 翁岳生        | 2005年12月                     | [ 74 ]               |
| 考試院院長   | 伍錦霖        | 2015年12月                     | [ 65 ]               |

僅列舉部分名單：
國家安全會議秘書長丁懋時、胡為真、國家安全局長蔡得勝、外交部長錢復、章孝嚴、胡志強、簡又新、陳唐山、歐鴻鍊、楊進添、林永樂、國防部長高華柱、嚴明、環境保護署長沈世宏、新聞局長江啟臣、勞工委員會主任委員王如玄、潘世偉、陸軍司令王信龍、臺灣非洲工業發展協會理事長洪慶忠。

## 經濟

### 貿易
| 年分 | 貿易總額  | 貿易總額 | 貿易總額 | 出口至布吉納法索 | 出口至布吉納法索 | 出口至布吉納法索 | 自布吉納法索進口 | 自布吉納法索進口 | 自布吉納法索進口 | 順逆差 |
| 年分 | 金額      | 年增減   | 排名     | 金額             | 年增減           | 排名             | 金額             | 年增減           | 排名             | 順逆差 |
| ---- | --------- | -------- | -------- | ---------------- | ---------------- | ---------------- | ---------------- | ---------------- | ---------------- | ------ |
| 2017 | 8,926,651 | ▲18.7%   | 151      | 8,221,263        | ▲18.6%           | 127              | 705,388          | ▲20.0%           | 157              | 順差▲  |
| 2018 | 6,499,223 | ▼27.2%   | 154      | 6,217,088        | ▼24.4%           | 138              | 282,135          | ▼60.0%           | 173              | 順差▼  |
| 2019 | 4,951,626 | ▼23.8%   | 166      | 4,726,344        | ▼24.0%           | 149              | 225,282          | ▼20.2%           | 180              | 順差▼  |
| 2020 | 5,893,084 | ▲19.0%   | 153      | 5,832,135        | ▲23.4%           | 135              | 60,949           | ▼72.9%           | 188              | 順差▲  |
| 2021 | 4,805,269 | ▼18.5%   | 166      | 4,787,805        | ▼17.9%           | 151              | 17,464           | ▼71.3%           | 200              | 順差▼  |
| 2022 | 3,421,143 | ▼28.8%   | 176      | 3,416,395        | ▼28.6%           | 160              | 4,748            | ▼72.8%           | 214              | 順差▼  |
| 2023 | 4,346,383 | ▲27.0%   | 167      | 4,344,539        | ▲27.2%           | 154              | 1,844            | ▼61.2%           | 217              | 順差▲  |
| 2024 | 5,456,337 | ▲25.5%   | 162      | 4,643,677        | ▲6.9%            | 145              | 812,660          | ▲43,970.5%       | 158              | 順差▼  |

2023年的兩國貿易項目如下：
出口至布吉納法索的前10大項目為：氰化物、氧氰化物與氰錯离子化合物；電話機（包括智能手机），以及其他傳輸或接收聲音、圖像之有線或通訊器具；印刷版、滾筒與其他印刷組件之印刷机以及打印机、复印机與傳真機；橡膠或塑料加工機或以此類原料製造產品之機械；碟片、磁带、固態、與其他錄音或錄製之媒體；金属、金屬碳化物、玻璃、礦物、橡膠或塑膠模具；診斷或實驗用有底襯之試劑或配製試劑，以及檢定參照物；無線電廣播或电视之傳輸器具、攝影機、数码相机；特定用途機器之零件與附件；內科、外科、牙科或兽医用儀器與用具等。
自布吉納法索進口的項目為：絕緣電線、電纜與其他絕緣電導體；特殊物品，含進口未超過5萬新臺幣之小額報單與其他零星物品；精油、萃取含油樹脂、精油脫萜所得之萜副產品、精油之水餾液與水溶液；半導體裝置、光敏半導體裝置、發光二極體、已裝妥之压电晶体；電阻器；箱盒袋類容器；編籃、柳條製品與其他編結品、絲瓜絡製成之物品等。

### 投資
根據中華民國經濟部投資審議委員會統計，截至2017年，布吉納法索在台投資共4件，總投資額192萬美元。投資的產業包括：金融保險業、支援服務業、住宿及餐飲業等；台灣對布吉納法索投資共4件。
布吉納法索是西非的內陸國家，對外交通不便，且通行法语而非英语，基本上即構成投資障礙。另該國基础设施不足、市場容納有限、缺乏購買力、製造成本過高、本地產品競爭力薄弱等因素，先天條件確實難吸引臺商。截至2020年，在布吉納法索的臺商與眷屬不到10人，戶數有3家。在該國經營的行業主要有餐廳、進口化妝品、电子计算机公司、農墾公司。

### 會展
在建交期間，中華民國對外貿易發展協會（外貿協會）每年皆派遣貿易訪問團或參展團前往布吉納法索訪問，另資訊工業策進會、中華民國國際經濟合作協會（國經協會）、臺灣非洲經貿協會，以及各電腦公會、機械公會等亦不定期組團前往；布吉納法索商業部官員、商工會主席，以及民間企業人士，每年亦率團前往臺灣參加外貿協會主辦的全球採購夥伴大會與各項國際專業展，並舉辦市場說明會與研討會等。但雙邊貿易額有限的原因，主要是兩國的貿易結構與互補需求懸殊所致。
自兩國於2018年斷交後，正式的經貿交流活動已停止辦理。

### 組織
目前在布吉納法索無臺商或臺僑組織，亦無臺灣的金融機構。

## 援助

### 农业
兩國建交後，由於自1963年底起，中華人民共和國積極拓展與法國、非洲各國的外交關係，中華民國政府便致力於穩固對非洲國家的邦交，主要方式即提供農業技術援助，而上伏塔（布吉納法索舊名）也是提供農技援助的對象之一。中華民國農耕隊在上伏塔開墾了波碧（Boulbi）、鹿達（Louda）與姑河（Kou-Bobo-Dioulasso）三個墾區，推廣水稻耕種。由於頗有成效，上伏塔成為中華民國在西非拓展農技援助的示範區，然而在1972年9月，上伏塔與中華人民共和國簽署了一份《經濟技術合作協定》，並在中華人民共和國承諾接手中華民國農耕隊仍在進行中的姑河計畫與修建Tombao鐵路之下，於1973年9月與中華人民共和國建交，中華民國於該年10月23日宣布中止兩國邦交，且撤回農耕隊。1994年，布吉納法索總統布莱兹·孔帕奥埃因事前獲悉西非法郎即將貶值，恐引發經濟失衡，便迅速轉換承認，與中華民國復交，而中華民國方面則派出5人前鋒考察團。
1994年5月31日，成立駐布吉納法索農技團。歷年來，除了開墾巴格雷墾區那干貝河右岸1,200公頃水稻田外，並進行第永格列地區陸稻6,000公頃開發計畫，以達到糧食增產、自給自足。巴格雷墾區已於2009年完成技術移轉，並將墾區業務與資材交由布吉納法索自行經營管理。另高粱酒生產計畫（酒廠設備可利用當地樹薯生產藥用酒精）亦於2009年結束並移交；2004年7月起，協助執行發展養魚計畫。
2002年10月10日，布吉納法索總統龔保雷簽署命令，贈勳駐布吉納法索技術團共11人，其中團長與專家獲頒「騎士級國家勳章」（Chevalier de l′Ordre National），前團長與技師等9人獲頒「騎士級鄉村發展懋績勳章」（Chevalier de l′Ordre du Merite du Developpement Rural）。

### 醫療
1994年6月21日，成立駐布吉納法索醫療團，負責支援該國第3大城古都古友誼醫院的門診及住院工作，以及每年提供醫療援款供該國購買醫療器材及藥品、選送醫事人員赴國外受訓、改善醫療基礎建設、舉辦短期醫學研究及講習班等。由臺灣廠商興建有600床的「龔保雷國家醫院」於2011年9月1日啟用，台灣埔里基督教醫院協助開院與管理工作，2013年12月，完成醫院管理系統架設，是布吉納法索首次引進臺灣的醫管系統。

### 電力
自2011年起，援助布吉納法索國民教育暨識字部執行「非洲一盞燈計畫」，以公開招標方式採購自主型太陽能燈，提升該國的基礎教育。另援助布吉納法索國營電力公司（SONABEL）在濟加地區興建一座1.1百萬瓦的太陽能發電廠，以協助該國解決電力不足問題，於2017年5月11日啟用。

## 交流

### 學術
2004年起，中華民國政府提供「台灣獎學金」。2005年起，財團法人國際合作發展基金會（國合會）派遣華語文教師赴該國教學，2009年起改由布吉納法索政府聘請，列入兩國合作混合委員會的正式雙邊合作計畫，定名「華語文教學推廣計畫」，與該國總統府施政承諾常設秘書處合作，以語言教學、文化講座、文化推廣活動為3大主軸。2015年4月24日，舉辦首次「華語文能力測驗」。此外，在首都瓦加杜古設有「臺灣文化中心」。
2017年，經駐布吉納法索大使館遴選，有17名臺灣獎學金受獎生、4名國合會獎學金受獎生赴台就學；另選派24名該國學員赴台參加各項研習班（含遠朋班、國際人力資源培訓研習班、國際土地政策研究訓練中心研習班）。
中華民國協助布吉納法索推動職業訓練體系可分為兩階段：2006年6月－2013年6月為第1階段，由行政院勞工委員會職業訓練局成立專案小組，協助布吉納法索推動「加強職業訓練計畫」，2008年已代訓首批高階主管及種籽師資。另在古都古大學設立工教系，以強化自行培養技職教育及職業訓練師資的能力。金亞雷職訓示範中心也於2010年12月21日竣工；2013年7月－2016年12月為第2階段，由國合會承辦，協助興建4所高職、2個職訓示範中心等。

### 僑民
2005年，旅居布吉納法索的華人約50餘人，來自台灣的僑民有3人。

### 藝文
2003年10月，「布吉納法索郵票文物展」在中華民國郵政博物館展出，並發行「中布農業合作纪念邮票」。
2005年，王小棣所執導的電視劇《45度C天空下》是改編自前往布吉納法索服替代役的役男連加恩所著的《愛呆西非連加恩》一書，並前往該國實地拍攝。

## 協定
| 日期           | 簽署                                                                                  | 備註            |
| -------------- | ------------------------------------------------------------------------------------- | --------------- |
| 1964年5月25日  | 《中華民國與上伏塔共和國技術合作協定》                                                | 以下簡稱中上    |
| 1965年8月3日   | 《中上關於波碧平原開發技術合作協定》                                                  |                 |
| 1968年8月6日   | 《中上文化協定》                                                                      |                 |
| 1969年8月12日  | 《中上關於波碧灌溉地區管理移交議定書》                                                |                 |
| 1970年6月4日   | 《上中關於鹿達灌溉地區管理移交議定書》                                                |                 |
| 1971年9月13日  | 《中上貿易協定》                                                                      |                 |
| 1972年7月20日  | 《中上關於水利及灌溉農業擴大技術合作協定》                                            |                 |
| 1972年11月23日 | 《中上碾米廠建造與經營之換文》                                                        |                 |
| 1994年7月22日  | 《中華民國政府與布吉納法索政府間合作混合委員會權限、組織及功能議定書》                | 以下簡稱中布    |
| 1995年9月9日   | 《中布農業技術合作協定》                                                              | [ 註 3 ]        |
| 1996年4月      | 《中布有關相互免費提供使館館舍議定書》                                                | [ 53 ] [ 註 4 ] |
| 1996年4月19日  | 《中布醫療技術合作協定議定書》                                                        | [ 53 ] [ 註 5 ] |
| 1998年2月21日  | 《中布關於醫療援款特別協議》                                                          | [ 註 6 ]        |
| 1998年10月9日  | 《中布有關核發兩國持外交、公務暨普通護照人士簽證協定》 《中布相互促進暨保障投資協定》 | [ 註 7 ]        |
| 1999年4月8日   | 《中布關於防制沙漠化特別計劃財援議定書》                                              |                 |
| 2002年9月      | 《財團法人中央廣播電台與布吉納法索國家廣播電台合作協議》                              | [ 71 ]          |
| 2004年1月30日  | 《中布有關派遣中華民國志工人員至布吉納法索服務協定》                                  |                 |
| 2014年6月5日   | 《中布關於洗錢及資助恐怖分子情資交換合作協定》                                        | [ 註 8 ]        |
| 2015年1月28日  | 《中華民國外交部外交及國際事務學院與布吉納法索外交國際高等研究院協定》                |                 |

## 簽證

持中華民國護照的中華民國國民簽證要求分布圖：入境布吉納法索可以電子簽證。

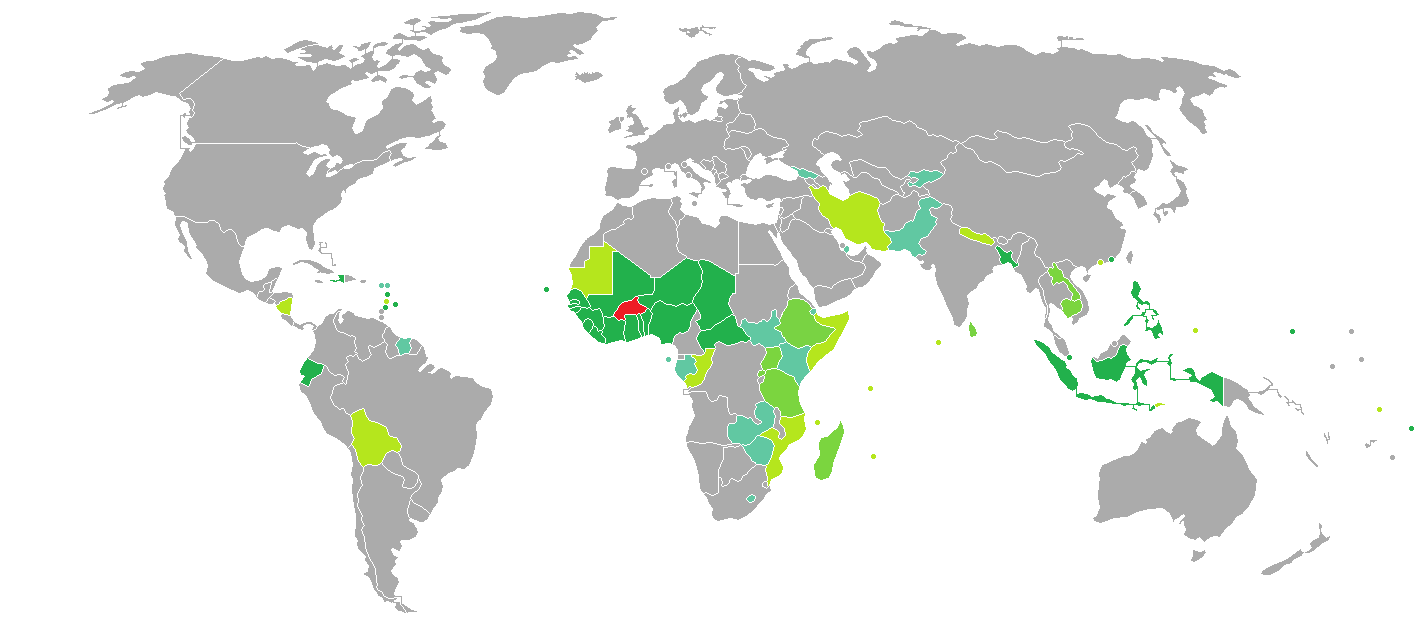
持布吉納法索護照的布吉納法索人口簽證要求分布圖：入境中華民國可以電子簽證。

兩國國民皆須申請簽證方可入境對方國家。持有中華民國護照的中華民國國民可向布吉納法索駐日本大使館確認簽證或落地簽證申辦資訊，布吉納法索另開放申請電子簽證。入境須出示國際疫苗接種證明（黃皮書）。
持有布吉納法索護照的布吉納法索國民亦可以電子簽證入境中華民國，停留最多30天並不得延期。

## 交通

### 航空

#### 客運
兩國無直航班機，可經由（不計航點遠近，截至2023年6月26日）：
- 台北→伊斯坦堡、巴黎，再轉機前往布吉納法索的瓦加杜古國際機場。

### 駕車
持有中華民國國際駕駛執照或申請布吉納法索駕駛執照，並投保車險，可在布吉納法索駕車不超過6個月。

## 外部連結
- 中華民國外交部－布吉納法索簡介 （页面存档备份，存于）
- 駐奈及利亞聯邦共和國臺北貿易辦事處
- 駐法國臺北代表處
- 外交部領事事務局－國外旅遊警示分級表
- 中華民國衛生福利部－國際旅遊疫情建議等級
- 中華民國國際經濟合作協會 （页面存档备份，存于）